# Willemien Otten
Willemien Otten est une médiéviste néerlandaise et américaine, titulaire de la chaire d'Histoire du christianisme et de théologie de l'université de Chicago,,. Elle travaille sur le Moyen Âge et le christianisme ancien, en particulier sur des thèmes platoniciens.

## Biographie
En 1989, sous la direction de Pranger et de Bertus L. de Rijk, elle réalise sa thèse sur Jean Scot Érigène à l'Université d'Amsterdam. Elle la publie en anglais sous le titre The Anthropology of Johannes Scottus Eriugena c'est-à-dire L'anthropologie de Jean Scot Érigène.
Elle enseigne d'abord au Boston College, puis enseigne dix ans à l'Université d'Utrecht. Depuis 2007, elle enseigne à la Divinity School de l'université de Chicago.
Elle reçoit un doctorat honorifique de l'université de Copenhague.

## Œuvre
Spécialiste d'Érigène, ses travaux plus récents abordent l'œuvre de Ralph Waldo Emerson (1803–1882). Elle étudie en particulier le thème de « la nature » chez Érigène, saint Augustin, saint Maxime le Confesseur, Friedrich Schleiermacher, ou William James.
Johanna Schakenraad souligne sa façon de décrire la nature chez Emerson en cercles concentriques, son analyse du caractère christologique de la nature chez Érigène, l'originalité de son saut chronologique entre une pensée carolingienne et contemporaine .

### Critique de la scolastique
Elle développe une critique de la scolastique, par exemple à la fin de son ouvrage Penser la nature et la nature de la pensée, d'Érigène à Emerson. Elle remarque que dans la pensée occidentale, depuis le Moyen Âge, « une certaine attitude scholastique a non seulement perduré, mais prévalu. »

## Publications
- (en) The influence of Eriugenian thought, 1986.
- (en) The interplay of Nature and Man in the Periphyseon of Eriugena, 1990.
- (en) The Anthropology of Johannes Scottus Eriugena, Leyde, Éditions Brill, coll. « Brill's Studies in Intellectual History » (no 20), 1991, 252 p. (ISBN 90-04-09302-8 et 978-90-04-24669-0, ISSN 0920-8607, BNF 35461280, SUDOC 002367165, présentation en ligne, lire en ligne).
- (en) Thinking Nature and The Nature of Thinking. From Eriugena to Emerson. 2020.